# Gerhard Ludwig Müller

Gerhard Ludwig Müller (n. 31 decembrie 1947, Mainz, Germania) este un teolog catolic, prefect al Congregației pentru Doctrina Credinței din 2012 până în 2017. Între 2002-2012 a fost episcop de Regensburg. În consistoriul din 22 februarie 2014 a fost ridicat de papa Francisc la rangul de cardinal.

## Activitatea
A studiat teologia la Mainz, München și Freiburg. În 1977 și-a susținut lucrarea de doctorat cu o teză despre teologul evanghelic Dietrich Bonhoeffer, care a fost ucis de naziști.
În anul 1985 a obținut titlul de profesor cu o lucrare îndrumată de profesorul Karl Lehmann, devenit ulterior cardinal. Tema lucrării, susținută la Universitatea din Freiburg, a fost cinstirea sfinților.
În 1986 a devenit profesor de dogmatică la Universitatea Ludwig Maximilian din München.
Papa Ioan Paul al II-lea l-a numit în data de 1 octombrie 2002 în funcția de episcop de Regensburg.
În 20 decembrie 2007 a fost numit membru în Congregația pentru Doctrina Credinței.
În anul 2009 a fost delegat de Conferința Episcopilor Germani ca președinte al comisei de dialog cu Patriarhia Moscovei.
În data de 2 iulie 2012 a fost numit de papa Benedict al XVI-lea în funcția de prefect al Congregației pentru Doctrina Credinței.

## Luări de poziție împotriva extremismului
Episcopul Müller s-a aflat în anul 2006 în fruntea unei demonstrații împotriva partidului de extremă dreapta NPD și a predicat în ziua de sfântul Silvestru a anului 2007 împotriva vederilor acestei formațiuni.  În ianuarie 2009 a interzis episcopului Richard Williamson, membru al Societății Sf. Pius al X-lea și negaționist al Holocaustului, accesul în toate instituțiile patronate de Episcopia Catolică de Regensburg.
În octombrie 2008 a cerut Primăriei Regensburg să nu autorizeze un marș al neonaziștilor, cu argumentul că „sunt inacceptabile demonstrațiile care atentează la drepturile și libertățile fundamentale ale omului.”

## Publicații
- Katholische Dogmatik. Für Studium und Praxis der Theologie, a 7-a ediție în limba germană, 2007. De asemenea ediții în spaniolă, italiană, maghiară, chineză.
- Jesus ist der Herr – Predigten und Ansprachen. 2007, ISBN 3-7954-2063-6.
- Gott und seine Geschichte. Ein Gespräch über die Bibel. Freiburg 2005.
- Die Messe: Quelle christlichen Lebens. Regensburg, ISBN 3-929246-90-2.
- Vom Vater gesandt. Impulse einer inkarnatorischen Christologie für Gottesfrage und Menschenbild. Regensburg 2005, ISBN 978-3-7917-1957-3.
- John Henry Newman begegnen. Regensburg 2000, ISBN 3-929246-54-6.
- Bonhoeffers Theologie der Sakramente. Frankfurt 1979.